# 小行星6922
小行星6922（英語：6922 Yasushi）是一颗围绕太阳公转的小行星。1993年5月27日，大友哲在藤枝市发现了此天体。
这颗小行星的绝对星等为97.40241530736677等。